# Condado de Ampudia
El condado de Ampudia es un título nobiliario español, creado el 31 de diciembre de 1602, por el rey Felipe III, para su valido Francisco de Sandoval y Rojas, I Duque de Lerma.

## Denominación
El título hace referencia a la localidad de Ampudia en Palencia.

## Historia del condado
Sancho de Rojas, obispo de Palencia y arzobispo de Toledo, dona a su sobrino Pedro García de Herrera y Rojas, Señor de Salvatierra el feudo de Fuent Pudia. Éste consiguió de Juan II privilegio para instituir mayorazgo con la villa. Su hijo, Pedro García López de Ayala colocará los escudos de Herrera, Ayala y Rojas en el pórtico del castillo.
Al agotarse la línea primogénita de los Ayala, pasó en 1597 a poder de Francisco de Sandoval y Rojas y Borja el cual eleva la condición del señorío, a Condado de Ampudia (1602), siendo además Duque de Lerma, valido de Felipe III. Después de la abolición de los mayorazgos en el siglo XIX y estando el título en manos del duque de Osuna cayó en pleitos dinásticos. En la separación de la casa, el título recayó en la casa del Infantado, mientras que el ducado de Lerma recayó en la casa de Medinaceli.

## Lista de titulares

Armas de Francisco de Sandoval y Rojas, I duque de Lerma, I marqués de Cea y I conde de Ampudia

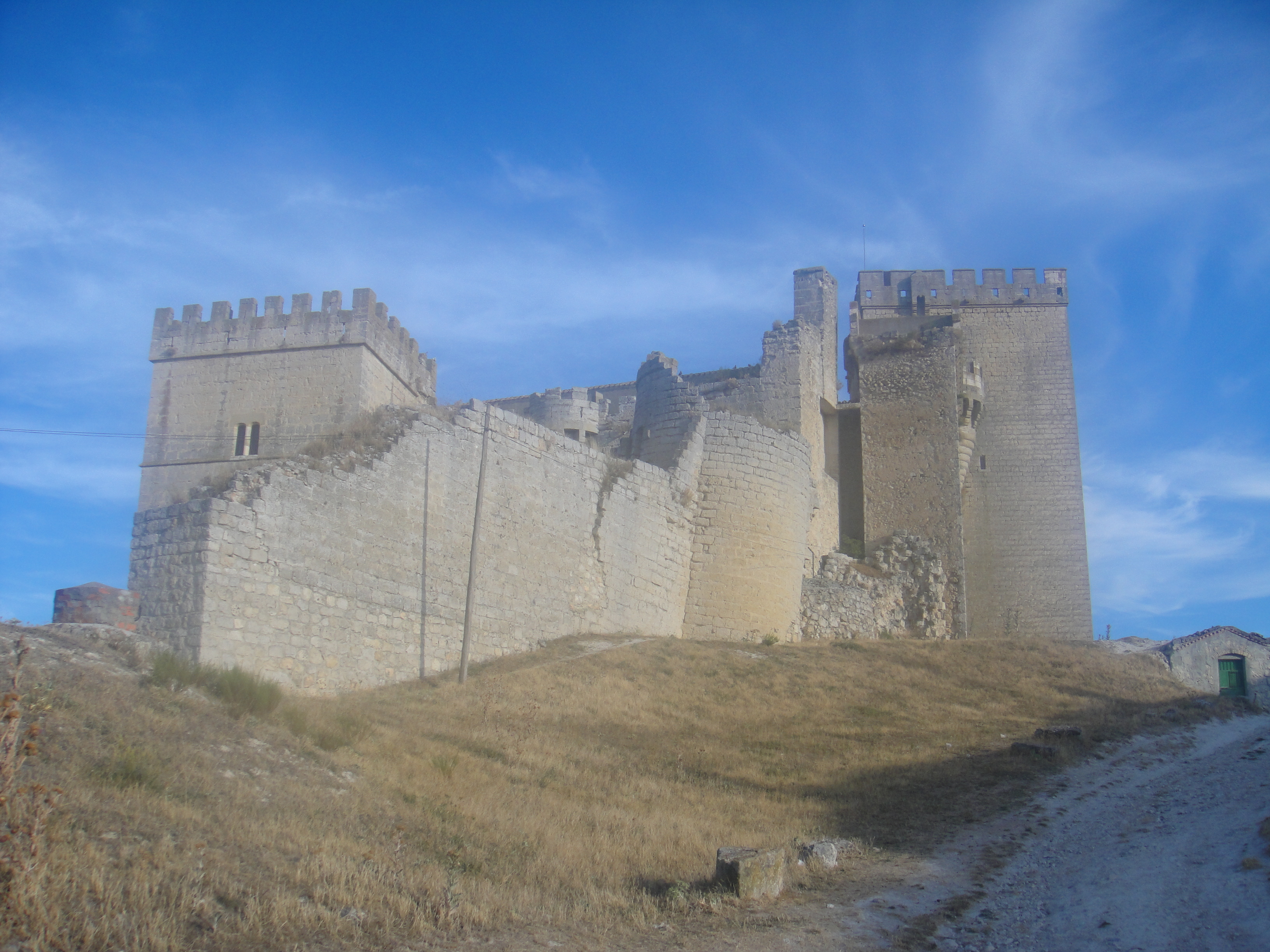
Castillo de Ampudia.

|                               | Titular                                                 | Periodo             |
| Señores de Ampudia            | Señores de Ampudia                                      | Señores de Ampudia  |
| ----------------------------- | ------------------------------------------------------- | ------------------- |
| i                             | Sancho de Rojas, Arzobispo de Toledo                    |                     |
| ii                            | Pedro García de Herrera y Rojas                         |                     |
| iii                           | Pedro de Ayala y Rojas                                  |                     |
| iv                            | Anastasio de Ayala                                      |                     |
| v                             | Luis de Ayala y Rojas                                   |                     |
| Creado por Felipe III en 1602 |                                                         |                     |
| i                             | Francisco de Sandoval y Rojas                           | 1602-1625           |
| ii                            | Francisco Gómez de Sandoval y Rojas Manrique de Padilla | 1625-1635           |
| iii                           | Mariana de Sandoval y Rojas y Enríquez de Cabrera       | 1635-1651           |
| iv                            | Ambrosio de Aragón Córdoba Sandoval                     | 1651-1659           |
| v                             | Diego Gómez de Sandoval                                 | 1659-1668           |
| vi                            | Catalina Antonia de Aragón Folc de Cardona y Córdoba    | 1660-1693           |
| vii                           | Gregorio de Silva y Mendoza                             | 1693-1697           |
| viii                          | Juan de Dios de Silva y Haro                            | 1697-1737           |
| ix                            | María Francisca de Silva Mendoza y Sandoval             | 1737-1770           |
| x                             | Pedro de Alcántara de Toledo Silva Mendoza y Sandoval   | 1770-1790           |
| xi                            | Pedro de Alcántara de Toledo Silva Mendoza y Salm-Salm  | 1790-1841           |
| xii                           | Pedro de Alcántara Téllez-Girón y Beaufort Spontin      | 1841-1844           |
| xiii                          | Mariano Téllez-Girón y Beaufort Spontin                 | 1844-1882           |
| xiv                           | Andrés Avelino de Arteaga y Silva                       | 1882-1910           |
| xv                            | Joaquín de Arteaga y Echagüe                            |                     |
| xvi                           | Elisa de Arteaga y Falguera                             |                     |
| xvii                          | Borja Casans y Castillejo de Arteaga                    | 2006-actual titular |